# Jipyeong (métro de Séoul)
Ne doit pas être confondu avec Gare de Jipyeong.
Jipyeong (hangeul : 지평 ; hanja : 砥平) est la station terminus est de la ligne Gyeongui-Jungang du métro de Séoul. Elle est située au 32 Jipyeongyeok-gil, Jipyeong-myeon, dans le district de Yangpyeong, sur le territoire de la province Gyeonggi, à l'est de Séoul en Corée du Sud.

## Situation sur le réseau

Plan du réseau du métro de Séoul (2023)

Établie en surface, Jipyeong, est la station terminus est de la ligne Gyeongui-Jungang du métro de Séoul : elle est située avant la station  Yongmun, en direction du terminus ouest Munsan.
Par ailleurs elle partage une partie des installations avec la gare de Jipyeong qui est l'extrémité nord-ouest de la ligne Jungang amputée de la section rejoignant Séoul fusionnée dans la ligne Gyeongui-Jungang.

## Histoire
La station Jipyeong, terminus est de la ligne Gyeongui-Jungang est mise en service le 27 janvier 2017, lors de l'ouverture à l'exploitation du prolongement de la ligne du métro, à double voie électrifiée, sur les 3,6 km depuis l'ancien terminus Yongmun.